# Re-Invention World Tour
Il Re-Invention World Tour è stato il sesto tour di concerti della cantautrice statunitense Madonna, a supporto del suo nono album in studio American Life (2003).
Il tour fu definito dalla rivista Billboard come «una delle tournée più proficue nella storia della musica». Con le sue 56 date, che registrarono dovunque il tutto esaurito, il tour ottenne un incasso di 125 milioni di dollari, piazzandosi al 1º posto della classifica delle tournée di Billboard.
L'idea della «reinvenzione» si basa sulla Very-era, che i Pet Shop Boys crearono nel 1993, periodo dell'uscita del loro album Very. L'idea piacque a Madonna a tal punto da decidere di «rivisitare», e quindi reinventare, i più importanti momenti della sua carriera musicale. Durante il concerto furono eseguiti brani storici come Vogue, Express Yourself, Burning Up, Material Girl, Like a Prayer, Into the Groove, Papa Don't Preach e Crazy for You, riproposti in versioni «modernizzate» e adeguate ai sound del nuovo millennio. Durante il tour Madonna cantò anche Imagine di John Lennon ed espresse il suo auspicio per la pace tra ebrei e palestinesi in Medioriente. Al termine del tour la cantante si recò in Israele per approfondire i suoi studi sulla Kabbalah. I retroscena, la vita della popstar e quella della sua famiglia durante il tour sono raccontati nel film-documentario I'm Going to Tell You a Secret.
Alcuni brani eseguiti durante il Re-Invention Tour furono aggiunti al CD dal vivo I'm Going to Tell You a Secret, uscito nel 2006.

## Sinossi
Lo show è diviso in cinque atti: Marie Antoinette Revival, Military/Army, Circus/Cabaret, Acoustic e Scottish/Tribal.

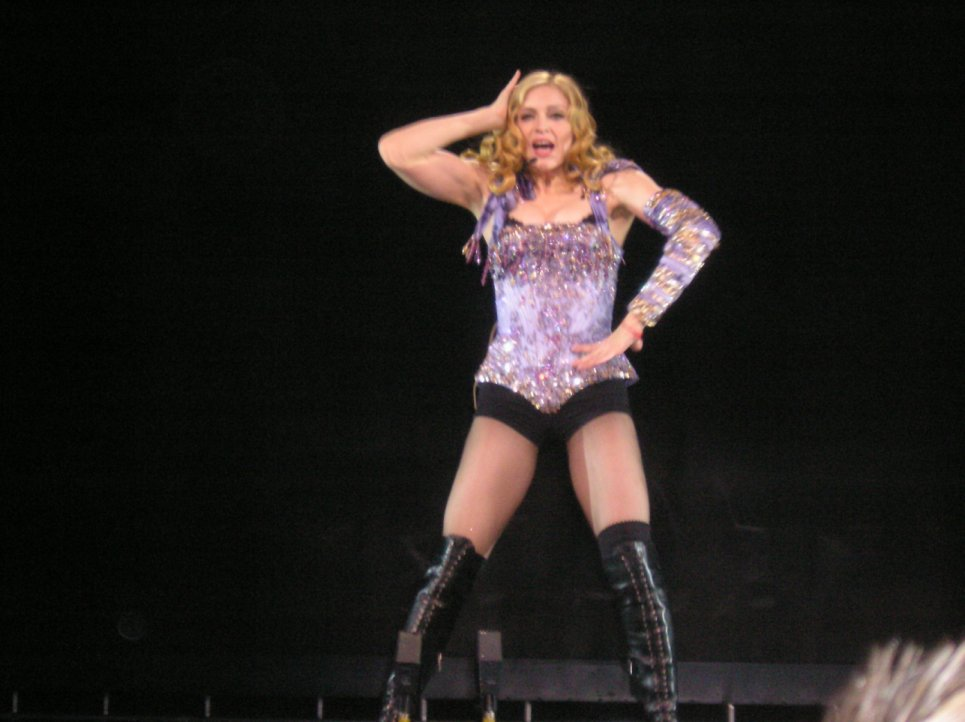
Madonna apre lo show con Vogue

Lo show inizia con un video contenente un'interpretazione di The Beast Within - Justify my Love, il cui testo è arricchito da brani tratti dal libro dell'Apocalisse della Bibbia, in una versione ispirata alle danze orientali. Al termine del video Madonna entra in scena al centro del palco grazie ad una pedana che la eleva in altezza e canta Vogue con abiti ispirati a Maria Antonietta, stivali al ginocchio e mini short neri. Durante il brano, sullo schermo viene mostrato un museo d'arte con dei quadri che si muovono a ritmo di musica e varie gif della cantante. Viene poi il turno di Nobody Knows Me, in cui Madonna balla su un tappeto rotante, seguita dal celebre singolo Frozen, con immagini in bianco e nero di due coppie, una etero e una gay, in atteggiamenti amorosi.

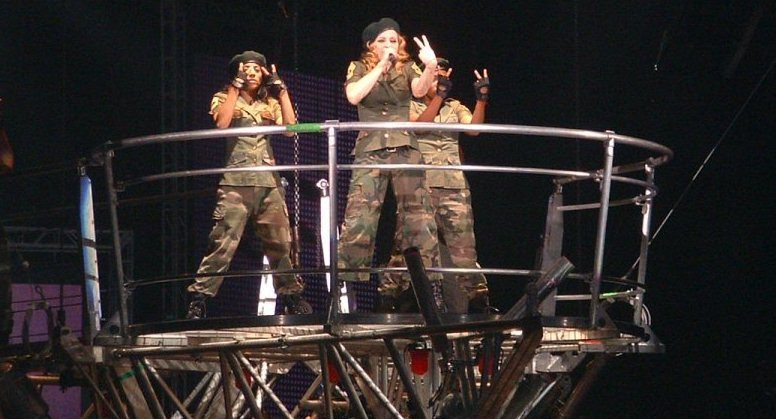
Madonna canta American Life

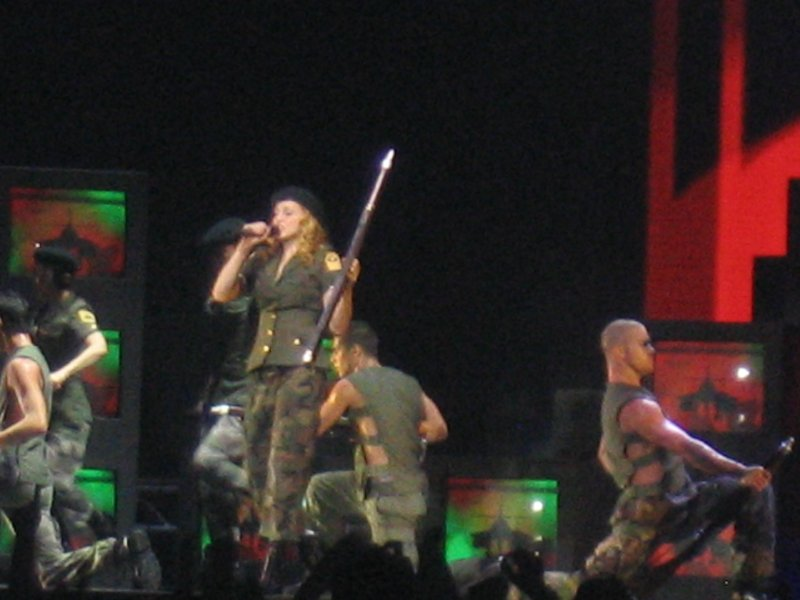
Madonna canta Express Yourself

Il rombo di un elicottero ed immagini tratte da guerre ed esplosioni introducono la parte più criticata e controversa del tour. Madonna torna sul palco in vesti militari e canta American Life, la canzone con cui la star critica la vita americana e in particolare si schiera contro la guerra in Iraq di Bush; durante l'esecuzione si susseguono ancora immagini di guerra e morte ed una sfilata ironica di modelli vestiti da militare o personaggi religiosi, al termine sugli schermi appare un sosia di Saddam che dà un bacio sulla guancia a Bush. Seguono l'inno femminista della pop star, ovvero Express Yourself, Burning Up e una versione rock di Material Girl.

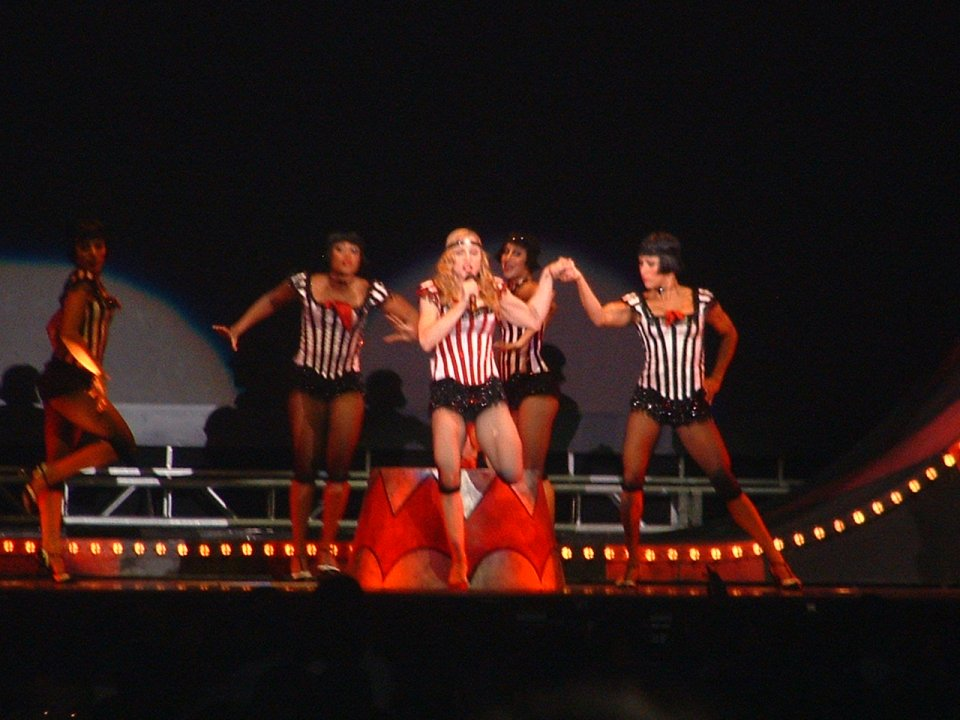
Madonna canta Hanky Panky

Danze acrobatiche, giocolieri e breakdance fanno da cornice al remix di Hollywood, preludio alla terza parte dello spettacolo. Si riapre con Hanky Panky, Deeper and Deeper in chiave swing ed ambientazione Moulin Rouge. Si prosegue con Die Another Day, che finisce con Madonna sulla sedia elettrica sulla quale intona il brano Lament tratto da Evita. Un nuovo video di Bedtime Story, girato appositamente per il concerto, crea un intermezzo in cui Madonna si cambia per riaprire con la parte acustica.

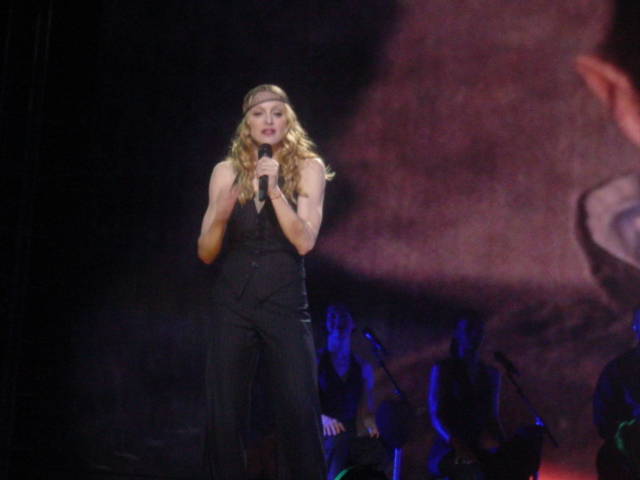
Madonna canta Imagine

È questa la parte più introspettiva dello show, introdotta da un nuovo video di Bedtime Story girato apposta per il tour. Madonna canta le ballate d'amore Nothing Fails e Don't Tell Me, seguite da una versione lenta di Like a Prayer. Con il brano Mother and Father parla del suo rapporto con la madre morta quando aveva solo cinque anni e, infine, propone Imagine di John Lennon (proiettato sul megaschermo).
L'ultima parte del tour è in stile scozzese, Madonna indossa un kilt in omaggio alla terra natale del suo ex marito Guy Ritchie. Introdotta da dei suonatori di cornamusa che emergono da sotto il palco canta Into the Groove, cui segue Papa Don't Preach che, nel finale, contiene elementi di American Life.
Successivamente Madonna dedica ai suoi fans Crazy for You, ringraziando tutti per averla seguita per più di 20 anni.

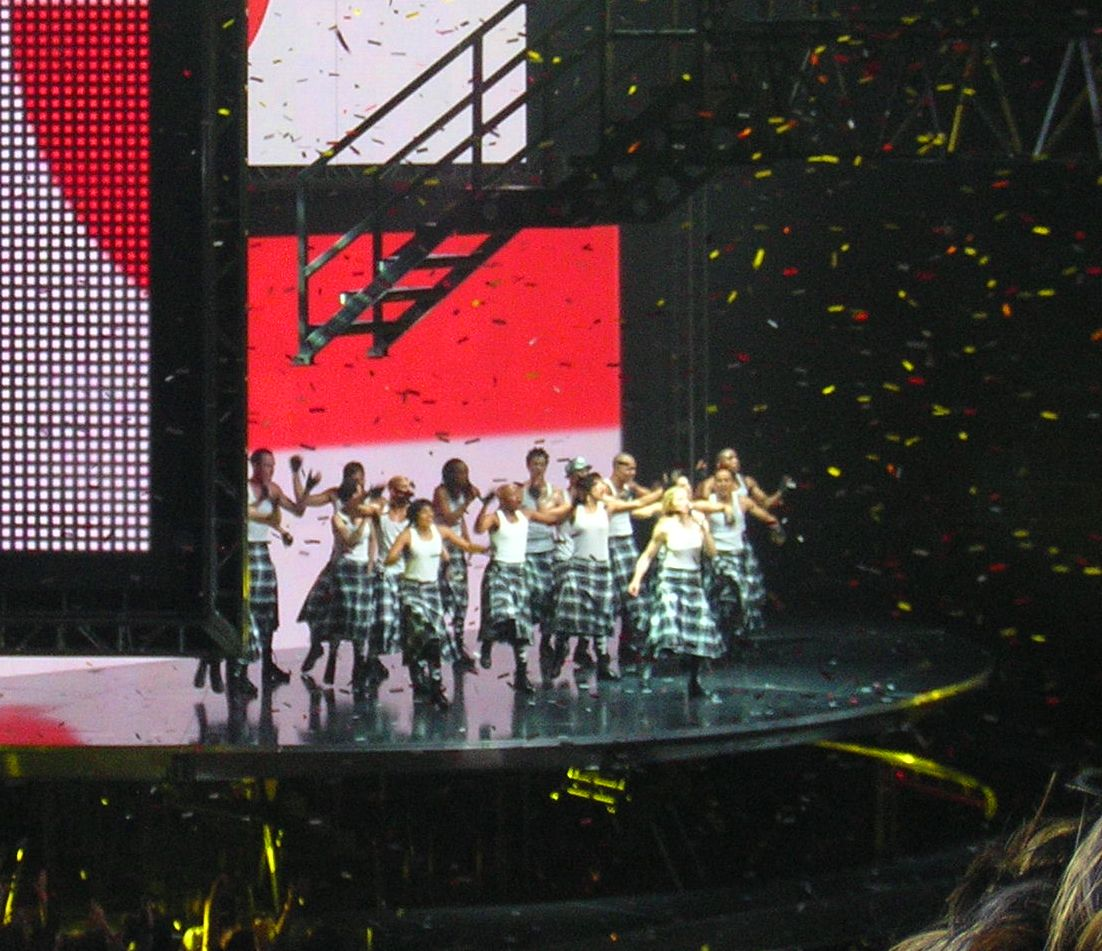
Madonna e i suoi ballerini chiudono lo show con Holiday

Chiudono lo spettacolo, come ormai tradizione, Music, remixata per l'occasione che, in una cornice di luci, bagliori, suoni, trasforma il palco in una discoteca, e un remix di Holiday, che ha da sfondo sugli schermi le bandiere di tutto il mondo che si alternano ed al termine della canzone appare una bandiera formata dalla fusione di quella israeliana e palestinese, un altro messaggio di pace di un tour schierato contro la guerra e per la pace nel mondo e, durante la canzone, vengono lanciati in aria coriandoli e stelle filanti.

## Scaletta
I atto - Marie Antoinette

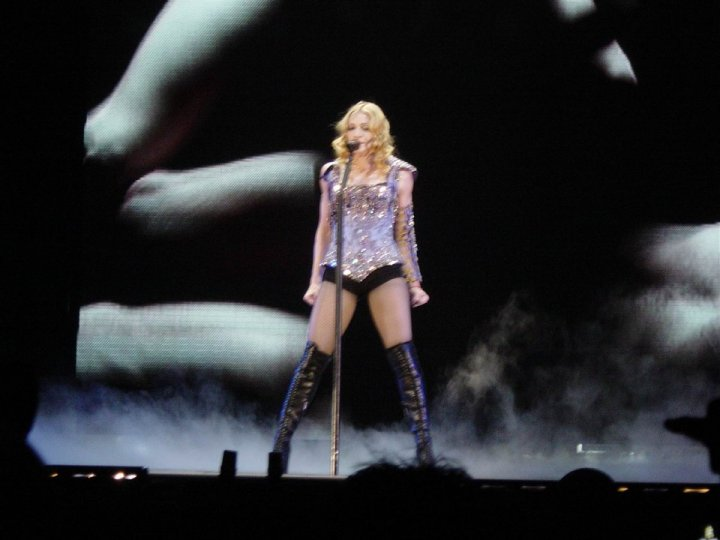
Madonna canta Frozen

The Beast Within (Video Intro, contiene elementi di El Yom 'Ulliqa 'Ala Khashaba)
1. Vogue
2. Nobody Knows Me
3. Frozen

II atto - Military
1. American Life (Headcleaner Rock Mix)
2. Express Yourself
3. Burning Up
4. Material Girl

III atto - Circus
Hollywood (Jacques Lu Cont's Thin White Duck Mix) [Video Interludio]
1. Hanky Panky
2. Deeper and Deeper
3. Die Another Day
4. Lament

Bedtime Story (Orbital Mix) [Video Interludio]
IV atto - Acoustic
1. Nothing Fails
2. Don't Tell Me (contiene elementi di Bitter Sweet Symphony)
3. Like a Prayer
4. Mother and Father (contiene elementi di Intervention)
5. Imagine

V atto - Scottish-Tribal
1. Into the Groove (contiene elementi di Susan McLeod e Into the Hollywood Groove)
2. Papa Don't Preach (contiene elementi di American Life e Take Me With You)
3. Crazy for You
4. Music (contiene elementi di Into the Groove e Mission: Impossible - Title Theme)
5. Holiday (contiene elementi di She Wants to Move e Physical Attraction)

## Date
| Data              | Città           | Stato        | Luogo                               | Biglietti (venduti / disponibili) | Incasso      |
| Nord America      | Nord America    | Nord America | Nord America                        | Nord America                      | Nord America |
| ----------------- | --------------- | ------------ | ----------------------------------- | --------------------------------- | ------------ |
| 24 maggio 2004    | Inglewood       | Stati Uniti  | The Forum                           | 43.158 / 43.158                   | $6.965.055   |
| 26 maggio 2004    | Inglewood       | Stati Uniti  | The Forum                           | 43.158 / 43.158                   | $6.965.055   |
| 27 maggio 2004    | Inglewood       | Stati Uniti  | The Forum                           | 43.158 / 43.158                   | $6.965.055   |
| 29 maggio 2004    | Las Vegas       | Stati Uniti  | MGM Grand Garden Arena              | 28.341 / 28.341                   | $7.005.548   |
| 30 maggio 2004    | Las Vegas       | Stati Uniti  | MGM Grand Garden Arena              | 28.341 / 28.341                   | $7.005.548   |
| 2 giugno 2004     | Anaheim         | Stati Uniti  | Arrowhead Pond                      | 24.250 / 24.250                   | $4.164.450   |
| 3 giugno 2004     | Anaheim         | Stati Uniti  | Arrowhead Pond                      | 24.250 / 24.250                   | $4.164.450   |
| 6 giugno 2004     | San Jose        | Stati Uniti  | HP Pavilion                         | 40.205 / 40.205                   | $5.543.715   |
| 8 giugno 2004     | San Jose        | Stati Uniti  | HP Pavilion                         | 40.205 / 40.205                   | $5.543.715   |
| 9 giugno 2004     | San Jose        | Stati Uniti  | HP Pavilion                         | 40.205 / 40.205                   | $5.543.715   |
| 13 giugno 2004    | Washington      | Stati Uniti  | MCI Center                          | 26.788 / 26.788                   | $3.486.684   |
| 14 giugno 2004    | Washington      | Stati Uniti  | MCI Center                          | 26.788 / 26.788                   | $3.486.684   |
| 16 giugno 2004    | New York        | Stati Uniti  | Madison Square Garden               | 88.625 / 88.625                   | $12.674.925  |
| 17 giugno 2004    | New York        | Stati Uniti  | Madison Square Garden               | 88.625 / 88.625                   | $12.674.925  |
| 20 giugno 2004    | New York        | Stati Uniti  | Madison Square Garden               | 88.625 / 88.625                   | $12.674.925  |
| 21 giugno 2004    | New York        | Stati Uniti  | Madison Square Garden               | 88.625 / 88.625                   | $12.674.925  |
| 23 giugno 2004    | New York        | Stati Uniti  | Madison Square Garden               | 88.625 / 88.625                   | $12.674.925  |
| 24 giugno 2004    | New York        | Stati Uniti  | Madison Square Garden               | 88.625 / 88.625                   | $12.674.925  |
| 27 giugno 2004    | Worcester       | Stati Uniti  | Worcester's Centrum Centre          | 46.075 / 46.075                   | $6.439.890   |
| 28 giugno 2004    | Worcester       | Stati Uniti  | Worcester's Centrum Centre          | 46.075 / 46.075                   | $6.439.890   |
| 30 giugno 2004    | Worcester       | Stati Uniti  | Worcester's Centrum Centre          | 46.075 / 46.075                   | $6.439.890   |
| 1º luglio 2004    | Worcester       | Stati Uniti  | Worcester's Centrum Centre          | 46.075 / 46.075                   | $6.439.890   |
| 4 luglio 2004     | Filadelfia      | Stati Uniti  | Wachovia Center                     | 30.575 / 30.575                   | $4.134.478   |
| 5 luglio 2004     | Filadelfia      | Stati Uniti  | Wachovia Center                     | 30.575 / 30.575                   | $4.134.478   |
| 7 luglio 2004     | East Rutherford | Stati Uniti  | Continental Airlines Arena          | 29.315 / 29.315                   | $4.437.345   |
| 8 luglio 2004     | East Rutherford | Stati Uniti  | Continental Airlines Arena          | 29.315 / 29.315                   | $4.437.345   |
| 11 luglio 2004    | Chicago         | Stati Uniti  | United Center                       | 59.591 / 59.591                   | $7.894.105   |
| 12 luglio 2004    | Chicago         | Stati Uniti  | United Center                       | 59.591 / 59.591                   | $7.894.105   |
| 14 luglio 2004    | Chicago         | Stati Uniti  | United Center                       | 59.591 / 59.591                   | $7.894.105   |
| 15 luglio 2004    | Chicago         | Stati Uniti  | United Center                       | 59.591 / 59.591                   | $7.894.105   |
| 18 luglio 2004    | Toronto         | Canada       | Air Canada Centre                   | 52.160 / 52.160                   | $5.332.703   |
| 19 luglio 2004    | Toronto         | Canada       | Air Canada Centre                   | 52.160 / 52.160                   | $5.332.703   |
| 21 luglio 2004    | Toronto         | Canada       | Air Canada Centre                   | 52.160 / 52.160                   | $5.332.703   |
| 24 luglio 2004    | Atlanta         | Stati Uniti  | Philips Arena                       | 25.627 / 25.627                   | $3.450.874   |
| 25 luglio 2004    | Atlanta         | Stati Uniti  | Philips Arena                       | 25.627 / 25.627                   | $3.450.874   |
| 28 luglio 2004    | Sunrise         | Stati Uniti  | Office Depot Center                 | 28.208 / 28.208                   | $3.834.522   |
| 29 luglio 2004    | Sunrise         | Stati Uniti  | Office Depot Center                 | 28.208 / 28.208                   | $3.834.522   |
| 1º agosto 2004    | Miami           | Stati Uniti  | American Airlines Arena             | 30.580 / 30.580                   | $4.145.760   |
| 2 agosto 2004     | Miami           | Stati Uniti  | American Airlines Arena             | 30.580 / 30.580                   | $4.145.760   |
| Europa            |                 |              |                                     |                                   |              |
| 14 agosto 2004    | Manchester      | Regno Unito  | Manchester Evening News Arena       | 27.320 / 27.320                   | $5.136.114   |
| 15 agosto 2004    | Manchester      | Regno Unito  | Manchester Evening News Arena       | 27.320 / 27.320                   | $5.136.114   |
| 18 agosto 2004    | Londra          | Regno Unito  | Earls Court Exhibition Centre       | 34.087 / 34.087                   | $6.356.207   |
| 19 agosto 2004    | Londra          | Regno Unito  | Earls Court Exhibition Centre       | 34.087 / 34.087                   | $6.356.207   |
| 22 agosto 2004    | Londra          | Regno Unito  | Wembley Arena                       | 45.267 / 45.267                   | $9.809.717   |
| 23 agosto 2004    | Londra          | Regno Unito  | Wembley Arena                       | 45.267 / 45.267                   | $9.809.717   |
| 25 agosto 2004    | Londra          | Regno Unito  | Wembley Arena                       | 45.267 / 45.267                   | $9.809.717   |
| 26 agosto 2004    | Londra          | Regno Unito  | Wembley Arena                       | 45.267 / 45.267                   | $9.809.717   |
| 29 agosto 2004    | Slane           | Irlanda      | Slane Castle                        | 62.275 / 70.000                   | $6.575.339   |
| 1º settembre 2004 | Parigi          | Francia      | Palazzo dello Sport di Parigi-Bercy | 68.000 / 68.000                   | $7.357.529   |
| 2 settembre 2004  | Parigi          | Francia      | Palazzo dello Sport di Parigi-Bercy | 68.000 / 68.000                   | $7.357.529   |
| 4 settembre 2004  | Parigi          | Francia      | Palazzo dello Sport di Parigi-Bercy | 68.000 / 68.000                   | $7.357.529   |
| 5 settembre 2004  | Parigi          | Francia      | Palazzo dello Sport di Parigi-Bercy | 68.000 / 68.000                   | $7.357.529   |
| 8 settembre 2004  | Arnhem          | Paesi Bassi  | GelreDome                           | 73.300 / 73.300                   | $6.759.661   |
| 9 settembre 2004  | Arnhem          | Paesi Bassi  | GelreDome                           | 73.300 / 73.300                   | $6.759.661   |
| 13 settembre 2004 | Lisbona         | Portogallo   | Pavilhão Atlântico                  | 33.460 / 33.460                   | $3.286.166   |
| 14 settembre 2004 | Lisbona         | Portogallo   | Pavilhão Atlântico                  | 33.460 / 33.460                   | $3.286.166   |
| Totale            | Totale          | Totale       | Totale                              | 896.787 / 904.512 (99%)           | $124.790.787 |

## Personale
- Direttore musicale. Stuart Price
- Tastiere: Stuart Price e Michael McKnight
- Coriste: Donna Delory e Siedah Garrett
- Chitarra: Monte Pittman
- Coreografo: Jamie King
- Costumi: Karl Lagerfeld for Chanel, Christian LaCroix e Jean-Paul Gaultier
- Manager: Caresse Henry
- Tour book: Steven Klein

## I numeri
- 113 giorni di durata del tour (dal 24 maggio al 14 settembre 2004)
- 56 rappresentazioni dello spettacolo
- 20 città toccate dal tour in 2 continenti (Nord America e Canada, Europa)
- 110 minuti di durata dello show
- 21 brani eseguiti durante lo show
- 2 coriste e 13 ballerini sul palco insieme a Madonna
- 896.787 spettatori
- 124.790,787 dollari incassati